# 福岡市立元岡中学校
福岡市立元岡中学校（ふくおかしりつ もとおかちゅうがっこう）は、福岡県福岡市西区田尻東一丁目17番1号にある市立の中学校。
JR筑肥線九大学研都市駅から徒歩約15分。

## 沿革
- 1947年 - 福岡飛行訓練所（元岡飛行場）跡地に、元岡村周船寺村中学校組合立元岡中学校創立。
  - 創立当時の校舎は元岡飛行場の設備を転用したものだった[1]。
- 1961年 - 福岡市に合併し福岡市立元岡中学校となる。

## 部活動
- サッカー部
- 軟式野球部
- ソフトテニス部（男子・女子）
- バレーボール部（男子・女子）
- バスケットボール部（男子・女子）
- バドミントン部（男子・女子）
- 陸上部（長距離・短距離）
- 剣道部（男子・女子）
- 柔道部（男子・女子）
- 野外活動部
- 吹奏楽部
- 放送部
- 美術部
- 演劇部

## 主な行事
下記の情報は2024年5月時点のもののため、変更される可能性がある。
- 5月26日：体育祭
- 6月13日～14日：前期中間テスト
- 10月10日：合唱コンクール

## 校区
- 福岡市立元岡小学校
- 福岡市立周船寺小学校
- 福岡市立西都小学校
- 福岡市立西都北小学校

## 著名な出身者
- 三嶋一輝（プロ野球選手（投手）、横浜DeNAベイスターズ）
- 浜地真澄（プロ野球選手（投手）、阪神タイガース）
- 平井崇士（プロバスケットボール選手、元:ライジング福岡）
- 藤井翼（陸上競技選手・指導者）